# Peperomia marcapatana
Peperomia marcapatana är en pepparväxtart som beskrevs av William Trelease. Peperomia marcapatana ingår i släktet peperomior, och familjen pepparväxter. Inga underarter finns listade i Catalogue of Life.